# 中原环保
中原环保股份有限公司 （简称“中原环保”深交所：000544）是中国深圳证券交易所的一家上市公司，主营业务范围为公共设施服务业。
2011年，该公司主营业务收入为392886702.17元，公司净利润为81696197.30元，公司总资产为1371619524.10元。

## 历史
中原环保股份有限公司是河南省郑州市市属第一家在A股市场上市的国有控股企业，前身是1993年在深圳证券交易所上市的白鸽股份有限公司。2003年，郑州市热力总公司对白鸽股份进行第一次资产重组，将京广铁路以西的供热资产置入白鸽股份，成为白鸽股份第一大国有股东。2006年，郑州市委、市政府对白鸽股份分置改革及资产重组，郑州市污水净化有限公司（简称“污水净化”）成为白鸽股份的第二大国有股份。2007年，白鸽股份主营由磨料磨具变更为城市污水处理。2007年1月26日，公司更名为中原环保股份有限公司。同年1月30日，证券更名。